# Lijst van personages uit Familie
Door de jaren heen zijn al heel wat personages de revue gepasseerd in de Vlaamse soap Familie. Hieronder een overzicht van alle personages. Een overzicht in tabelvorm van de acteurs en actrices en bijbehorende personages is te vinden in de lijst van acteurs in Familie.

## Hoofdpersonages

### A
| Personage           | Acteur(s)        | Speelduur                         | Afleveringen                                                                |
| ------------------- | ---------------- | --------------------------------- | --------------------------------------------------------------------------- |
| Agnes Moelaert      | Monika Dumon     | 2013-2016                         | 5189-5328, 5395-5804                                                        |
| Albert Thielens     | Ray Verhaeghe    | 1992-heden                        | 112-heden                                                                   |
| Alex Le Croix       | Donald Madder    | 1994-1995                         | 398-716                                                                     |
| Alfons Coppens      | Jaak Van Assche  | 2016-heden                        | 5799-heden                                                                  |
| Amelie De Wulf      | Erika Van Tielen | 2016-2017, 2017-2020, 2020-2021   | 5858-5891, 5929-6548, 6563-6778                                             |
| † Andreas Mitsides  | Kristoff Clerckx | 2003-2007                         | 2556-3595                                                                   |
| Anna Dierckx        | Annie Geeraerts  | 1991-heden                        | 1-heden                                                                     |
| † Annemarie Govaert | Brigitte De Man  | 2003-2005                         | 2515-3150                                                                   |
| Arno Coppens        | Arthur Le Boudec | 2012-2015, 2016, 2017, 2019, 2020 | 4940-5549, 5626-5628, 5690-5703, 5771-5801, 5980-5989, 6350-6354, 6562-6563 |
| Axel De Meester     | Bram Van Outryve | 2011-2012, 2014                   | 4638-4892, 5215                                                             |
| Ayo Buhari          | Adams Mensah     | 2018                              | 6109-6202                                                                   |

### B
| Personage                               | Acteur(s)            | Speelduur             | Afleveringen                    |
| --------------------------------------- | -------------------- | --------------------- | ------------------------------- |
| † Babette Van Tichelen                  | Bieke Ilegems        | 1992-1999             | 7-1725                          |
| Bart Van den Bossche                    | Christophe Du Jardin | 1991-1997             | 1-1083                          |
| Bart Van den Bossche                    | Wim Van de Velde     | 1997-2000             | 1084-1801                       |
| Bart Van den Bossche                    | Chris Van Tongelen   | 2001-2015, 2016-2024  | 2181-5551, 5845-7478            |
| † Ben Van der Venne                     | Ben Rottiers         | 1992-1994             | 108-477                         |
| Benny Coppens                           | Roel Vanderstukken   | 2012-2017, 2018-heden | 4932-6063, 6124-heden           |
| Benny Coppens                           | Govert Deploige      | 2017-2018             | 6064-6123                       |
| † Bert Van den Bossche ('Joris Nuyens') | Mout Uyttersprot     | 2002-2004             | 2314-2786                       |
| † Bert Van den Bossche ('Joris Nuyens') | Steven De Lelie      | 2006-2011, 2013, 2015 | 3407-4687, 5110-5145, 5455-5475 |
| † Bert Van den Bossche ('Joris Nuyens') | Jan Sobrie           | 2024-2025             | 7381-7573                       |
| † Bertje Baetens                        | Marc Lauwrys         | 2000-2001             | 1825-2175                       |
| Brahim Jibrell                          | Amine Boujouh        | 2022-heden            | 6965-heden                      |
| † Brenda Vermeir                        | Vicky Versavel       | 1997-2001, 2002-2011  | 1059-?, ?-4528                  |
| † Brenda Vermeir                        | Chadia Cambie        | 2001-2002             | 2236-2417                       |
| Brigitte De Wulf                        | Janine Bischops      | 2017, 2019, 2019-2024 | 6050-6061, 6180-6278, 6324-7567 |
| Brigitte De Wulf                        | Anke Helsen          | 2024-heden            | 7569-heden                      |

### C
| Personage                     | Acteur(s)             | Speelduur             | Afleveringen          |
| ----------------------------- | --------------------- | --------------------- | --------------------- |
| † Caroline De Meester-Martens | Kadèr Gürbüz          | 2011-2012             | 4653-4886             |
| † Cathérine Misotten          | An Nelissen           | 2000-2002             | 1800-2371             |
| Cédric Moelaert               | Diverse baby's        | 2005-2006             | 3000-3375             |
| Cédric Moelaert               | Aldo Vandervorst      | 2006-2008             | 3376-3849             |
| Cédric Moelaert               | Bo Bogaerts           | 2009-2011             | 4754-4615             |
| Cédric Moelaert               | Bas Van Weert         | 2013-2017             | 5156-6056             |
| Cédric Moelaert               | Yanni Bourguignon     | 2017-2024, 2025-heden | 6059-7478, 7572-heden |
| † Christel Feremans           | Ingrid Van Rensbergen | 2001-2009             | 2114-4146             |
| † Claire De Ruyter            | Nora Tilley           | 1994-1996             | 580-1068              |

### D
| Personage         | Acteur(s)         | Speelduur       | Afleveringen   |
| ----------------- | ----------------- | --------------- | -------------- |
| † Didier De Kunst | Ronny Waterschoot | 1993-1999, 2001 | 249-1663, 2181 |

### E
| Personage         | Acteur(s)         | Speelduur  | Afleveringen |
| ----------------- | ----------------- | ---------- | ------------ |
| Eline Vaerenbergh | Lulu Aertgeerts   | 2005-2007  | 3117-3591    |
| Els D'hollander   | Kristine Perpête  | 1997-2010  | 1084-4405    |
| Emiel Bauwens     | Jelle Palmaerts   | 2021-heden | 6835-heden   |
| Emma Verdonck     | Bab Buelens       | 2014-2019  | 5401-6450    |
| Eric Bervoets     | Stephane Croughs  | 2002-2003  | 2422-2590    |
| † Evy Hermans     | Sofie Truyen      | 2006-2013  | 3399-5153    |
| † Evy Hermans     | Marianne Devriese | 2013-2019  | 5156-6302    |

### F
| Personage                  | Acteur(s)       | Speelduur            | Afleveringen         |
| -------------------------- | --------------- | -------------------- | -------------------- |
| Faroud Kir                 | Begir Memeti    | 2014-2018, 2024-2025 | 5308-6088, 7539-7579 |
| † Femke Maeterlinck        | Stéphanie Meire | 1999-2001            | 1687-2114            |
| † François Van den Bossche | Bob Stijnen     | 1992-1996            | 2-1058               |

### G
| Personage               | Acteur(s)        | Speelduur                        | Afleveringen                    |
| ----------------------- | ---------------- | -------------------------------- | ------------------------------- |
| † Guido Van den Bossche | Karel Deruwe     | 1991-1993, 1993, 1994-1999, 2018 | 1-293, 347, 350, 390-1767, 6083 |
| Guido Van den Bossche   | Xander Willems   | 2003-2006                        | 2720-3375                       |
| Guido Van den Bossche   | Lennert Mets     | 2006-2010                        | 3376-?                          |
| Guido Van den Bossche   | Jordi Rottier    | 2010-2015                        | 4450-5541                       |
| Guido Van den Bossche   | Jelle Florizoone | 2015-2016                        | 5563-5769                       |
| Guido Van den Bossche   | Vincent Banić    | 2016-2022, 2024, 2025            | 5775-7044, 7477-7478, 7572      |
| Guy Maeterlinck         | Luk De Koninck   | 1999-2007                        | 1653-3644                       |

### H
| Personage              | Acteur(s)            | Speelduur             | Afleveringen          |
| ---------------------- | -------------------- | --------------------- | --------------------- |
| Hannah Van den Bossche | Diverse baby's       | 1998-2000             | 1323-?                |
| Hannah Van den Bossche | Sofie Scheers        | 2001-2006             | ?-3375                |
| Hannah Van den Bossche | Ellen Van den Eynde  | 2009-2012             | 4148-4911             |
| Hannah Van den Bossche | Margot Hallemans     | 2006-2009, 2013-heden | 3378-4146, 5173-heden |
| Heidi Janssens         | Helga Van der Heyden | 2003-2006             | 2551-3442             |
| Henk Terjonck          | Dieter Troubleyn     | 1994-2001             | 540-2149              |
| † Hugo Beckers         | Hans Royaards        | 1994-1998             | 548-1395              |

### I
| Personage         | Acteur(s)           | Speelduur  | Afleveringen |
| ----------------- | ------------------- | ---------- | ------------ |
| Ilja El Moussaoui | Senne Meynendonckx  | 2022-heden | 6965-heden   |
| Iljo              | Michaël Vercauteren | 2009-2010  | 4004-4273    |
| † Iris Massant    | Marianne Devriese   | 2019-2021  | 6328-6917    |

### J
| Personage             | Acteur(s)             | Speelduur                  | Afleveringen                     |
| --------------------- | --------------------- | -------------------------- | -------------------------------- |
| Jamila El Moussaoui   | Jools Jatta Janssens  | 2022-heden                 | 6962-heden                       |
| Jan Van den Bossche   | Jef De Smedt          | 1991-heden                 | 1-heden                          |
| Jelle Van den Bossche | Onbekend              | 2006                       | 3375                             |
| Jelle Van den Bossche | Jens Gruyaert         | 2006-2017                  | 3376-5887                        |
| Jelle Van den Bossche | Felix Jamaels         | 2018-2019                  | 6090-6425                        |
| Jelle Van den Bossche | Maarten Cop           | 2021-heden                 | 6827-heden                       |
| Jenny Versteven       | Hilde Van haesendonck | 2014, 2015-2022            | 5368-5402, 5469, 5559-6969       |
| † Jo Bervoets         | Jan Schepens          | 2001-2002                  | 2132-2479                        |
| † Jonas Versteven     | David Cantens         | 2018-2019, 2019-2021       | 6212-6316, 6382, 6441-6824       |
| † June Van Damme      | Katrien De Becker     | 2009-2014, 2014-2017, 2017 | 4109-5270, 5325-5828, 5879, 5916 |

### K
| Personage       | Acteur(s)      | Speelduur | Afleveringen |
| --------------- | -------------- | --------- | ------------ |
| Kato Vermeersch | Alix Konadu    | 2021-2022 | 6861-7108    |
| Kobe Dierckx    | Stoffel Bollu  | 2003-2009 | 2646-4087    |
| Koen Lamoen     | Geert Hunaerts | 2000-2006 | 1816-3232    |

### L
| Personage              | Acteur(s)             | Speelduur             | Afleveringen                    |
| ---------------------- | --------------------- | --------------------- | ------------------------------- |
| Lars De Wulf           | Kürt Rogiers          | 2016-heden            | 5774-heden                      |
| † Leen Van den Bossche | Diverse baby's        | 1996-1997             | 1058-1083                       |
| † Leen Van den Bossche | Saskia Raë            | 1997-2006             | 1084-3375                       |
| † Leen Van den Bossche | Ruth Bastiaensen      | 2006-2011             | 3376-4536                       |
| † Leen Van den Bossche | Cathérine Kools       | 2013-2018, 2024       | 5055-6088, 7454-7474            |
| Lenka Wuytack          | Petra Winckelmans     | 1995-1998             | 919-1507                        |
| Liesbeth Pauwels       | Hilde De Baerdemaeker | 2012-2016, 2017, 2020 | 4941-5855, 5978-5989, 6553-6586 |
| † Lieve Vleugels       | Lieve Desloovere      | 1997-1999             | 1084-1676                       |
| Liliane Faes           | Liliane Raeymaekers   | 1993-1994             | 235-565                         |
| Linda Desmet           | Hilde Van Wesepoel    | 2001-2017             | 2098-6018                       |
| Louise Van den Bossche | Diverse baby's        | 2005                  | 3000-?                          |
| Louise Van den Bossche | Shari Vingerhoed      | 2005-2006             | ?-3375                          |
| Louise Van den Bossche | Sarah-Lynn Clerckx    | 2006-2018             | 3376-6293                       |
| Louise Van den Bossche | Charlotte Sieben      | 2021-heden            | 6794-heden                      |
| Lovely Van der Venne   | Lovely Van Broeck     | 1993-1994             | 290-429, 476                    |
| Lovely Van der Venne   | Vandana De Boeck      | 2003-2006, 2013       | 2860-3363, 5193                 |

### M
| Personage                 | Acteur(s)             | Speelduur                                                   | Afleveringen                                                        |
| ------------------------- | --------------------- | ----------------------------------------------------------- | ------------------------------------------------------------------- |
| Maarten Van den Bossche   | Gianni Verschueren    | 1997-2006                                                   | 1084-3375                                                           |
| Maarten Van den Bossche   | Michael Vroemans      | 2006-2013, 2014-2015, 2016, 2018, 2024, 2025                | 3376-5040, 5193, 5290-5509, 5858, 6080-6209, 7473-7478, 7546, 7572  |
| Malika Van Gils           | Sophie Van Everdingen | 2009-2010                                                   | 4056-4344                                                           |
| Manou Van Steen           | Tania Kloek           | 1993-1997                                                   | 345-1417                                                            |
| † Marc De Waele           | Jeron Amin Dewulf     | 2003-2006                                                   | 2516-3338                                                           |
| † Marie Devlieger         | Lien Van de Kelder    | 2017-2019                                                   | 5941-6429                                                           |
| † Marie-Rose De Putter    | Martine Jonckheere    | 1991-1996, 1997, 1997-1998, 2005-2015, 2018-2019, 2021-2022 | 1-1067, 1110-1111, 1133, 1377-1395, 3088-5549, 6242-6323, 6768-6974 |
| Mario Van de Caveye       | Patrick Vandesande    | 2003-2011                                                   | 2618-4615                                                           |
| † Marleen Van den Bossche | Hilde De Roeck        | 1991-1993                                                   | 1-290                                                               |
| Mathias Moelaert          | Peter Bulckaen        | 2008-heden                                                  | 3831-heden                                                          |
| Michel                    | Yves Michiels         | 1995-1997                                                   | 764-1194                                                            |
| Mieke Van den Bossche     | Lotte Mariën          | 1991-1994, 1995, 1995-1997, 1998, 2000                      | 1-513, 657-664, 736-1267, 1401-1412, 1789-1796                      |
| Mieke Van den Bossche     | Caroline Maes         | 2002, 2002-heden                                            | 2324-2331, 2384-heden                                               |
| † Monique Stevens         | Riet Van Gool         | 1991-1993, 1993-2002                                        | 1-276, 293-2416                                                     |
| Morgane Maes              | Tine Laureyns         | 2009-2010                                                   | 4060-4424                                                           |

### N
| Personage        | Acteur(s)          | Speelduur  | Afleveringen |
| ---------------- | ------------------ | ---------- | ------------ |
| Nele Van Winckel | Hermine Selleslagh | 1994-2003  | 442-2535     |
| Niko Schuurmans  | Jo Hens            | 2009-heden | 4004-heden   |
| Noortje Moortgat | Veerle Dejonghe    | 1997-1999  | 1084-1735    |

### P
| Personage                            | Acteur(s)             | Speelduur             | Afleveringen                     |
| ------------------------------------ | --------------------- | --------------------- | -------------------------------- |
| Patrick Pauwels                      | Ludo Hellinx          | 2012-2022             | 4932-6975                        |
| † Paul Jacobs                        | Johan De Paepe        | 2007-2012             | 3692-4961                        |
| † Peter Van den Bossche              | Erik Goossens         | 1991-1995             | 1-736, 833                       |
| † Peter Van den Bossche              | Gunther Levi          | 1999-2022             | 1600-6975                        |
| † Pierrot Cockelaere-Van den Bossche | Steve Mees            | 1991-1992             | 1-115                            |
| Pierrot Van den Bossche              | Diverse baby's        | 1995-1997             | 738-1083                         |
| Pierrot Van den Bossche              | Kristof Van de Vondel | 1997-2006             | 1084-3375                        |
| Pierrot Van den Bossche              | Guillaume Devos       | 2006-2012, 2013, 2014 | 3376-4823, 5193, 5242-5270, 5413 |

### Q
| Personage        | Acteur(s)       | Speelduur                               | Afleveringen                                                       |
| ---------------- | --------------- | --------------------------------------- | ------------------------------------------------------------------ |
| Quinten Godderis | Maxime De Winne | 2015, 2016, 2017, 2018-2023, 2025-heden | 5535-5545, 5623-5630, 5699-5775, 5982, 5996, 6142-7142, 7663-heden |

### R
| Personage            | Acteur(s)         | Speelduur                        | Afleveringen                                           |
| -------------------- | ----------------- | -------------------------------- | ------------------------------------------------------ |
| Raven Rodeyns        | Aaron Blommaert   | 2020-2024                        | 6613-7516                                              |
| René D'hollander     | Dirk Meynendonckx | 1997-2007                        | 1196-3523                                              |
| † Rikkert Moortgat   | Remco Van Damme   | 1997-1999                        | 1084-1725                                              |
| Rita Van den Bossche | Jacky Lafon       | 1991-1996, 1997-2015, 2024, 2025 | 1-147, 172-1038, 1124-5457, 5635-5636, 7475-7478, 7572 |
| † Rob Gerrits        | Erik Goris        | 1998-2011                        | 1407-4662                                              |
| Robyn Versteven      | Jits Van Belle    | 2017-2020, 2020-2021             | 6069-6582, 6642-6720, 6784-6788                        |
| Rudi Verbiest        | Werner De Smedt   | 2013-heden                       | 5004-heden                                             |

### S
| Personage             | Acteur(s)           | Speelduur                        | Afleveringen                           |
| --------------------- | ------------------- | -------------------------------- | -------------------------------------- |
| Samira Jibrell        | Belinda Voorspoels  | 2021-heden                       | 6902-heden                             |
| † Sarah De Kunst      | Debbie Schneider    | 1994-1996                        | 441-973                                |
| † Sarah De Kunst      | Els Meeus           | 2000-2003                        | 1835-2637                              |
| † Simonne Vercauteren | Nini Van der Auwera | 1992-1994                        | 2-382, 463-466, 511, 539-544           |
| Simon Feyaerts        | Braam Verreth       | 2015-2017, 2021                  | 5515-6038, 6769-6824                   |
| Stan Lauwers          | Kristof Verhassel   | 2015-2018                        | 5456-6208, 6274-6275                   |
| Stefanie Coppens      | Jasmijn Van Hoof    | 2012-2016, 2017-2021, 2024-heden | 4943-5705, 5911, 5955-6825, 7376-heden |
| Suzy Mariën           | Nele Snoeck         | 2005-2009                        | 3099-4112                              |

### T
| Personage                       | Acteur(s)            | Speelduur | Afleveringen |
| ------------------------------- | -------------------- | --------- | ------------ |
| † Thomas Maeterlinck            | Bert Vannieuwenhuyse | 1999-2003 | 1687-2637    |
| † Thomas Van den Bossche        | Pieter Verelst       | 2014-2015 | 5325-5527    |
| Tinne Huysmans                  | Veva De Blauwe       | 2000-2004 | 1824-2780    |
| Trudy Tack de Rixart de Waremme | Silvia Claes         | 1998-2018 | 1518-6279    |

### V
| Personage                 | Acteur(s)               | Speelduur            | Afleveringen         |
| ------------------------- | ----------------------- | -------------------- | -------------------- |
| Vanessa Mariën            | Karen Damen             | 2020-heden           | 6554-heden           |
| Veronique Van den Bossche | Anne Somers             | 1991-1994, 2001-2012 | 1-531, 2189-4920     |
| Veronique Van den Bossche | Ann-Christine Hendrickx | 1996-2000, 2000-2001 | 1063-1977, 2000-2035 |
| Veronique Van den Bossche | Sandrine André          | 2012-heden           | 4921-heden           |
| Victor Praet              | Robert de la Haye       | 2009-2013            | 4151-5080            |
| † Vincent Misotten        | Hugo Van den Berghe     | 1999-2001            | 1603-2185            |
| Viv Neyskens              | Ini Massez              | 2016-2018, 2021      | 5811-6089, 6700-6703 |

### W
| Personage        | Acteur(s)            | Speelduur            | Afleveringen         |
| ---------------- | -------------------- | -------------------- | -------------------- |
| † Walter Dierckx | Guido Horckmans      | 1991-2006            | 1-3374               |
| † Wim Veugelen   | David Michiels       | 2006-2009, 2016-2017 | 3380-4148, 5799-6076 |
| Wout Raaffels    | Vincent-Laurens Seys | 2016-2018, 2019      | 5813-6128, 6352-6404 |

### X Y Z
| Personage           | Acteur(s)         | Speelduur             | Afleveringen          |
| ------------------- | ----------------- | --------------------- | --------------------- |
| † Xavier Latour     | Guy Van Sande     | 1992                  | 7-19                  |
| † Xavier Latour     | Eric Kerremans    | 2003-2009             | 2573-4146             |
| Joke 'Yoko' Daniëls | Cyra Gwynth       | 2022-2024, 2024-heden | 7109-7406, 7478-heden |
| Zjef De Mulder      | Jan Van den Bosch | 2013-2025             | 5108-7607             |

## Nevenpersonages

### A
| Personage       | Acteur(s)      | Speelduur       | Afleveringen         |
| --------------- | -------------- | --------------- | -------------------- |
| Albertine Solie | Alice Toen     | 2001-2008, 2010 | 2111-3987, 4410-4498 |
| André Beynens   | Frank Dingenen | 2011-2012       | 4613-4830            |
| Annelies De Vos | Mieke Bouve    | 2007-2009       | 3494-4185            |

### B
| Personage                  | Acteur(s)       | Speelduur                             | Afleveringen                                 |
| -------------------------- | --------------- | ------------------------------------- | -------------------------------------------- |
| Bahar Hermezi              | Idalie Samad    | 2019-2021                             | 6502-6698                                    |
| † Birgit Van den Sompel    | Veerle Dejonghe | 1992-1993                             | 5-217                                        |
| Bjorn Impens               | Koen Vijverman  | 2006-2009                             | 3430-4072                                    |
| Bruno 'Picasso' Van Assche | Sven De Ridder  | 1992-1993, 1993-1994, 1994-1996, 2000 | 4-160, 201-289, 416-537, 603-1073, 1788-1791 |

### C
| Personage                | Acteur(s)          | Speelduur | Afleveringen |
| ------------------------ | ------------------ | --------- | ------------ |
| † Carine Wattez/Veldeman | Paulette Daelemans | 1995-1996 | 787-1069     |
| † Carine Wattez/Veldeman | Gudi Raymaekers    | 2002-2003 | 2370-2655    |
| Chantal                  | An Pauwels         | 1991-1994 | 1-520        |
| Cixi Lao Tsai            | Hannah Van Meurs   | 2006-2008 | 3422-3813    |

### D
| Personage                     | Acteur(s)        | Speelduur | Afleveringen                          |
| ----------------------------- | ---------------- | --------- | ------------------------------------- |
| Delphine Van Winckel          | Annelore Crollet | 2013-2015 | 5189-5328, 5419, 5500-5524, 5572-5586 |
| Dimitri 'Dimi' Roels          | Fred Van Kuyk    | 2007-2011 | 3650-4625, 4681                       |
| † Dirk Demesmaeker/Cockelaere | Mark De Coninck  | 1992-1994 | 10-133, 161-533                       |
| † Dirk Demesmaeker/Cockelaere | Steph Baeyens    | 2001      | 2159-2176                             |
| † Dirk Demesmaeker/Cockelaere | Hans De Munter   | 2010-2014 | 4493-5268                             |

### E
| Personage      | Acteur(s)       | Speelduur | Afleveringen |
| -------------- | --------------- | --------- | ------------ |
| Elke Baertsoen | Barbara Bracke  | 1999-2008 | 1761-3748    |
| Ernestine      | Ria Verschaeren | 1997-2001 | 1085-2133    |

### F
| Personage         | Acteur(s)       | Speelduur            | Afleveringen                               |
| ----------------- | --------------- | -------------------- | ------------------------------------------ |
| Francine Laenen   | Ingrid De Vos   | 2007-2008, 2010      | 3521-3932, 4390                            |
| Frank Block       | Wim Langeraert  | 1993-1997            | 287-1282                                   |
| Frank Verdonck    | Lucas Tavernier | 2014-2016, 2018-2019 | 5409-5818, 6106-6322                       |
| Freddy Steenhoudt | Peter Thyssen   | 2015-2017, 2019      | 5459-5519, 5564-5783, 5967-5968, 6339-6387 |

### G
| Personage                       | Acteur(s)            | Speelduur            | Afleveringen                    |
| ------------------------------- | -------------------- | -------------------- | ------------------------------- |
| † Gaston Veugelen               | Jef Demedts          | 2006-2009            | 3355-?                          |
| † Gerard Van de Caveye          | Eddy Asselbergs      | 1992-1993, 1996-1997 | 172-271, 1056-1133              |
| Gerda Donckers                  | Britt Van der Borght | 2010-2012            | 4368-4802                       |
| † Ghislain de Rixart de Waremme | Jos Van Gorp         | 1998-2001            | 1471-2017                       |
| † Gilbert Vandersmissen         | Carry Goossens       | 2011                 | 4613-4710                       |
| Gloria Theunynck                | Patsy Van der Meeren | 2010                 | 6376-6519                       |
| Gunther Poucke                  | Christophe Haddad    | 2013-2015            | 5106-5109, 5363-5396, 5510-5559 |
| † Gustaaf Janssens              | Luk D'Heu            | 2003-2006            | 2700-3329                       |
| Gwen Claus                      | Pascale Bal          | 1993-1995, 1996      | 273-837, 895-966                |

### H
| Personage       | Acteur(s)   | Speelduur            | Afleveringen      |
| --------------- | ----------- | -------------------- | ----------------- |
| † Herman De Bie | Dirk Dillen | 1991-1997, 2000-2001 | 1-1153, 1788-2066 |

### I
| Personage                | Acteur(s)       | Speelduur                        | Afleveringen              |
| ------------------------ | --------------- | -------------------------------- | ------------------------- |
| Inezita 'Inez' Theunynck | Charlotte Suijs | 2019                             | 6352-6425, 6448-6513      |
| Ingrid Van den Heuvel    | Tine Van Poucke | 1994-1997, 2000-2003, 2005, 2006 | 438-1153, 1788-?, ?, 3402 |
| Isabelle Solie           | Marilou Mermans | 2001-2008                        | 2129-3752                 |

### J
| Personage                        | Acteur(s)             | Speelduur       | Afleveringen         |
| -------------------------------- | --------------------- | --------------- | -------------------- |
| Jana Pleysier                    | Priske Dehandschutter | 2012-2013       | 4771-4999            |
| † Jean-Michel Le Croix           | Luc Springuel         | 1993-1994       | 312-531              |
| † Jean-Pierre Langens            | Joeri Hancké          | 1991-1996       | 1-1000               |
| Jef Lits                         | Stef Van Litsenborgh  | 1996-2009, 2011 | 966-?, 4536-4599     |
| Jennifer Verjans                 | Anneleen Liégeois     | 2009-2010       | 4083-4392            |
| Jill Delrue                      | Britt Das             | 2023, 2024      | 7227-7277, 7383-7478 |
| Jolien Stijnen                   | Veronique De Kock     | 1998-2001       | 1435-2066            |
| Jos Janssens                     | Gerry Cracco          | 1997-2004       | 1274-2932            |
| † Julienne Vandenabeele-Smeekens | Maria Bossers         | 1991-1996       | 1-1000               |

### K
| Personage       | Acteur(s)       | Speelduur | Afleveringen         |
| --------------- | --------------- | --------- | -------------------- |
| † Koen Peyskens | Sieg De Doncker | 2021-2023 | 6914-7139, 7169-7202 |

### L
| Personage           | Acteur(s)           | Speelduur  | Afleveringen          |
| ------------------- | ------------------- | ---------- | --------------------- |
| Linus Vanaken       | Bill Barberis       | 2024-heden | 7355-7435, 7529-heden |
| Lisa Deruyter       | Daisy Van Praet     | 2009-2010  | 4129-4424             |
| † Lobke Corneel     | Ellen Schoeters     | 2006-2008  | 3377-3776             |
| Lou Lieckens        | Hans Vanhamel       | 2004-2005  | 2784-?                |
| Luc De Laet         | Christophe Stienlet | 2005-2007  | 3113-3543             |
| Lucas Van Bellingen | Tom Viaene          | 2018-2019  | 6179-6429             |

### M
| Personage                         | Acteur(s)              | Speelduur            | Afleveringen        |
| --------------------------------- | ---------------------- | -------------------- | ------------------- |
| † Marie-Ange de Rixart de Waremme | Suzanne Juchtmans      | 1998-2001            | 1473-2017           |
| Marie-Thérèse Van Assche          | Mechtilde van Mechelen | 1994-1996, 2000      | 416-943, 1788-1791  |
| † Mark Oorschot                   | Johan Heldenbergh      | 1992                 | 4-80                |
| Maxim Vermeulen/De Pauw           | Hans Wellens           | 1993-1994, 2011      | 208-445, 4642-4672  |
| † Mia Dondeyne                    | Assunta Geens          | 1992-1996            | 7-1058              |
| Micheline Hoefkens                | Liliane Dorekens       | 1995-1996, 2006-2008 | 737-1038, 3403-3766 |
| † Miel Verbiest                   | Frans Maas             | 2007-2008            | 3521-3932           |
| Mohammed El Faroussi              | Said Laktit            | 1992-1993            | 80-250              |

### N
| Personage                            | Acteur(s)      | Speelduur | Afleveringen |
| ------------------------------------ | -------------- | --------- | ------------ |
| Nathalie Debie                       | Christel Domen | 2012-2014 | 4829-5285    |
| Noa Nauwelaerts/de Rixart de Waremme | Barbara Claes  | 2005-2007 | 3116-3591    |

### P
| Personage      | Acteur(s)        | Speelduur       | Afleveringen               |
| -------------- | ---------------- | --------------- | -------------------------- |
| † Paul Wils    | Dries Vanhegen   | 2016, 2017-2018 | 5746-5771, 5845, 5881-6147 |
| Pieter De Deyn | Jef Ravelinghien | 2009-2011       | 4215-4518                  |

### R
| Personage         | Acteur(s)       | Speelduur       | Afleveringen         |
| ----------------- | --------------- | --------------- | -------------------- |
| Remko Willaert    | Ward Bal        | 2010-2012       | 4374-4911            |
| Renaat Bosman     | Marc Peeters    | 2007-2009, 2013 | 3544-4185, 5136-5145 |
| Rik Ghijselinck   | Davy Gilles     | 1998-2006       | 1458-3425            |
| † Roos Sterckx    | Heidi De Grauwe | 2010-2013, 2014 | 4445-5040, 5302-5374 |
| † Roxanne Ribbens | Lotte Hendrickx | 2004-2006       | 2738-3225            |
| Rube Verdonck     | Bjarne Devolder | 2025-heden      | 7583-heden           |

### S
| Personage                  | Acteur(s)        | Speelduur            | Afleveringen                          |
| -------------------------- | ---------------- | -------------------- | ------------------------------------- |
| Sam Coninx                 | Tinne Ceuppens   | 2022, 2023, 2024     | 6972-7048, 7078, 7181-7311, 7403-7415 |
| Selin Devroede             | Awa Ndiaye       | 2024-heden           | 7368-7437                             |
| Shirley Pelickaen/Van Kets | Anneke Van Hooff | 2004-2009            | 2828-4130                             |
| Sterre                     | Melissa Hendrikx | 2022                 | 7019-7045, 7099-7130                  |
| † Steve Schuurmans         | Hein Blondeel    | 2011-2012, 2012-2013 | 4743-4757, 4875-4980                  |

### T
| Personage    | Acteur(s)       | Speelduur       | Afleveringen               |
| ------------ | --------------- | --------------- | -------------------------- |
| Tony Bertels | Jeroen Van Dyck | 2020-2021, 2022 | 6550-6730, 6789, 6925-6964 |

### V
| Personage     | Acteur(s)           | Speelduur | Afleveringen |
| ------------- | ------------------- | --------- | ------------ |
| † Veerle Suys | Bianca Vanhaverbeke | 2007-2008 | 36362-3983   |

### W
| Personage              | Acteur(s)             | Speelduur       | Afleveringen        |
| ---------------------- | --------------------- | --------------- | ------------------- |
| Willem Delfosse        | René Pauwels          | 1992-1997, 2000 | 173-1302, 1788-1789 |
| † Willy De Clippeleire | Hans Van Cauwenberghe | 1992-1996       | 5-1000              |

### X Y Z
| Personage                            | Acteur(s)       | Speelduur | Afleveringen |
| ------------------------------------ | --------------- | --------- | ------------ |
| Yasmine Wuyts                        | Sofie Mora      | 2008-2009 | 3789-4133    |
| Zoë Nauwelaerts/de Rixart de Waremme | Stephanie Claes | 2005-2006 | 3116-3374    |
| Zoë Nauwelaerts/de Rixart de Waremme | Barbara Claes   | 2006-2007 | 3376-3591    |

## Stamboom familie Van den Bossche
Hieronder staat de stamboom van de fictieve familie Van den Bossche uit de VTM-soap Familie. Om de stamboom overzichtelijk en niet te groot te maken, zijn enkel rechtstreekse bloedverwanten van de familie weergegeven.
| Jan Van den Bossche     | Huidig personage      |
| Rita Van den Bossche    | Voormalig personage   |
| Georges Van den Bossche | Onzichtbaar personage |
| Guido Van den Bossche † | Overleden personage   |

| Eerste generatie          | Tweede generatie           | Derde generatie           | Vierde generatie          | Vijfde generatie          | Zesde generatie        |
| ------------------------- | -------------------------- | ------------------------- | ------------------------- | ------------------------- | ---------------------- |
| Charles Van den Bossche † | Pierre Van den Bossche †   | Georges Van den Bossche † | Bert Van den Bossche †    | Yu-Lin Van den Bossche    |                        |
| Charles Van den Bossche † | Pierre Van den Bossche †   | Georges Van den Bossche † | Bert Van den Bossche †    | Louise Van den Bossche    |                        |
| Charles Van den Bossche † | Pierre Van den Bossche †   | Georges Van den Bossche † | Bert Van den Bossche †    | Michaël Van den Bossche † |                        |
| Charles Van den Bossche † | Pierre Van den Bossche †   | Guido Van den Bossche †   | Peter Van den Bossche †   | Enrique Van den Bossche † |                        |
| Charles Van den Bossche † | Pierre Van den Bossche †   | Guido Van den Bossche †   | Peter Van den Bossche †   | Victor Van den Bossche    |                        |
| Charles Van den Bossche † | Pierre Van den Bossche †   | Guido Van den Bossche †   | Veronique Van den Bossche | Cédric Moelaert           | Kamiel Van de Caveye † |
| Charles Van den Bossche † | Pierre Van den Bossche †   | Guido Van den Bossche †   | Veronique Van den Bossche | Cédric Moelaert           | Kasper Van de Caveye † |
| Charles Van den Bossche † | Pierre Van den Bossche †   | Guido Van den Bossche †   | Amélie De Wulf            |                           |                        |
| Charles Van den Bossche † | Pierre Van den Bossche †   | Guido Van den Bossche †   | Jan Van den Bossche       | Willem Feyaerts †         | Simon Feyaerts †       |
| Charles Van den Bossche † | Pierre Van den Bossche †   | Thomas Van den Bossche †  | Jan Van den Bossche       | Willem Feyaerts †         |                        |
| Charles Van den Bossche † | Pierre Van den Bossche †   | Mieke Van den Bossche     | Jan Van den Bossche       | Lennert De Waele †        |                        |
| Charles Van den Bossche † | Pierre Van den Bossche †   | Bart Van den Bossche      | Jan Van den Bossche       | Hannah Van den Bossche    | Gaston Van den Bossche |
| Charles Van den Bossche † | Pierre Van den Bossche †   | Bart Van den Bossche      | Jan Van den Bossche       | Jelle Van den Bossche     |                        |
| Charles Van den Bossche † | Pierre Van den Bossche †   | Esther Van den Bossche †  | Jan Van den Bossche       |                           |                        |
| Charles Van den Bossche † | Pierre Van den Bossche †   | Leen Van den Bossche †    | Jan Van den Bossche       | Arthur Van den Bossche    |                        |
| Charles Van den Bossche † | Pierre Van den Bossche †   | Maarten Van den Bossche   | Jan Van den Bossche       | Alex Hermans †            |                        |
| Charles Van den Bossche † | Pierre Van den Bossche †   | Guido Van den Bossche     | Jan Van den Bossche       | Milou Van Bellingen       |                        |
| Charles Van den Bossche † | Pierre Van den Bossche †   | Rita Van den Bossche      | Paul Van den Bossche †    |                           |                        |
| Charles Van den Bossche † | Pierre Van den Bossche †   | Rita Van den Bossche      | Pierrot Van den Bossche † |                           |                        |
| Charles Van den Bossche † | Pierre Van den Bossche †   | Rita Van den Bossche      | Pierrot Van den Bossche   |                           |                        |
| Charles Van den Bossche † | Pierre Van den Bossche †   | Marleen Van den Bossche † | Lovely Van der Venne      |                           |                        |
| Charles Van den Bossche † | François Van den Bossche † | Peter Van den Bossche †   |                           |                           |                        |